# Білоруський державний університет
Білоруський державний університет (БДУ) (біл. Беларускі дзяржаўны ўніверсытэт) — вищий навчальний заклад Білорусі. Відкритий 1921 року в Мінську.
Університету належить важлива роль у підготовці національних кадрів наукових працівників і спеціалістів. Університет став базою для створення низки самостійних галузевих вищих навчальних закладів і наукових установ Білорусі.

## Історія

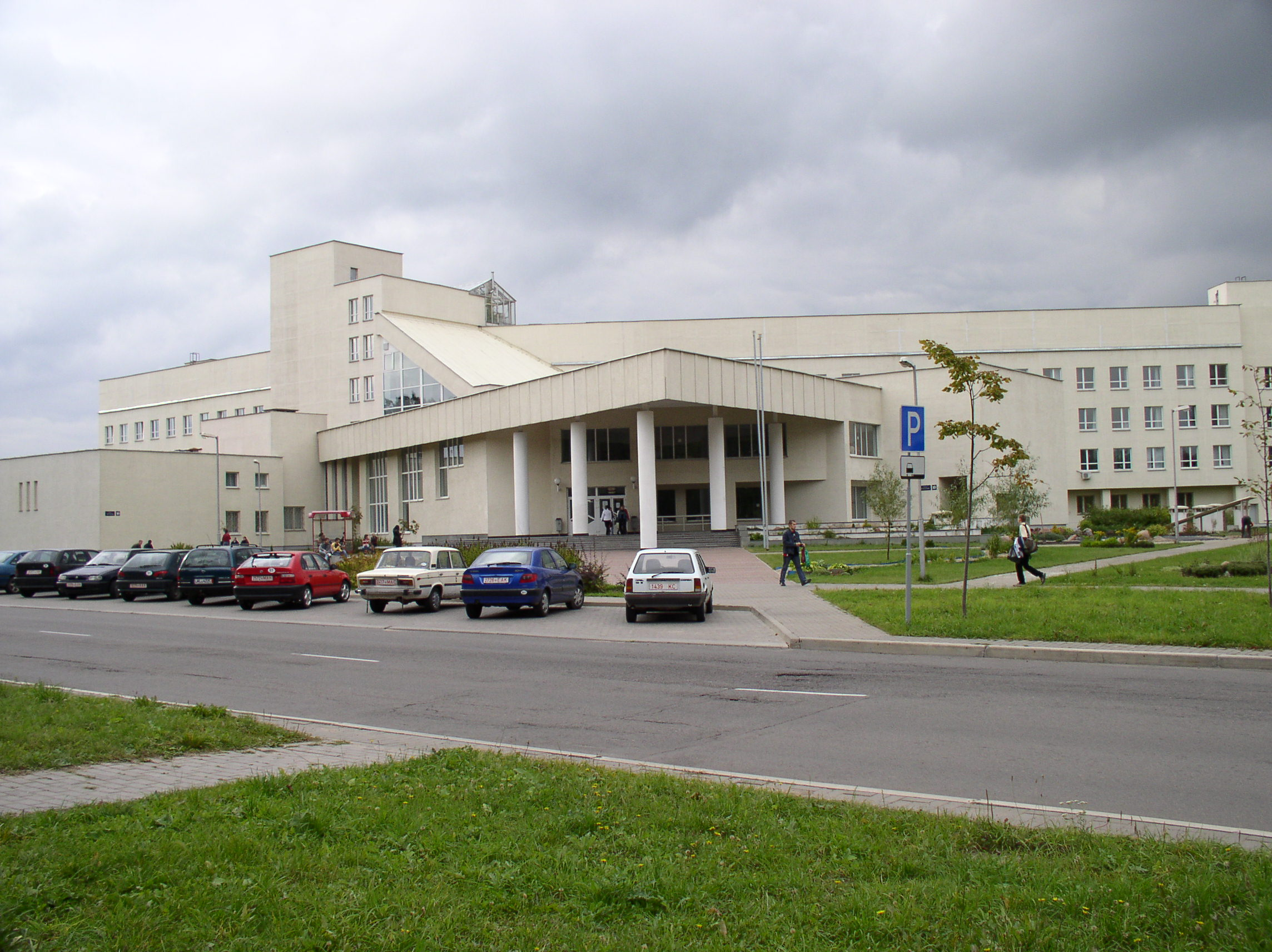
Приміщення біологічного факультету

Рішення про створення Білоруського державного університету було прийняте окупаційним урядом Соціалістичної Радянської Республіки Білорусь 25 лютого 1919 р. Але завдяки окупації Мінська польськими військами це здійснити не вдалось.
Відкриття головного вишу країни відбулось 30 жовтня 1921 року. Ця дата і вважається днем заснування БДУ.
Першим ректором Бєлдержуніверситету (з 1921 р. по 1929 р.) став видатний вчений, історик та славіст Володимир Іванович Пічета. Професорсько-викладацький колектив в основному був сформований кадрами Московського, Казанського та Київського університетів.
У 1930 році при біологічному факультеті створений ботанічний сад.
У 1958 році в БДУ було 8 факультетів: фізичний, математичний, хімічний, біологічний, юридичний, філологічний з відділами російської мови і літератури та білоруської мови і літератури та ін.
При БДУ є аспірантура, вечірній та заочний відділи. У 1958/59 навчальному році на всіх факультетах університету налічувалось 6288 студентів, в тому числі на вечірньому і заочному відділах 3242. В університеті функціонувало 47 кафедр, численні лабораторії і кабінети, навчально-наукові станції, ряд музеїв та ін. Книжковий фонд наукової бібліотеки університету становив понад 500 тисяч томів.
31 жовтня 2008 року Указом Президента Республіки Білорусь ректором Білоруського державного університету призначено Абламейко Сергія Володимировича.
Станом на 1 січня 2008 р. на балансі БДУ становило 107 будівель та споруд загальною площею 345,7 тис. м², розташовані в м. Мінськ, Мінській та Вітебській області. У 2005 році почав діяти реконструйований корпус юридичного факультету. У 2006 році завершена реконструкція спортивного комплексу «Університетський», площею 6 тис. 882 кв.м.; проведена частина будівних робіт в спортивно-оздоровчому комплексі «Бригантіна»; відкрився оновлений після девятилітньої перерви Музей історії БДУ. На початок 2008 року завершилось будівництво корпусу факультетів журналістики та філософії і соціальних наук загальною площею 26 тисяч кв.м.
28 вересня 2017 року Указом Президента Республіки Білорусь ректором Білоруського державного університету призначено Андрія Корола.

## Факультети
З 2015 року в БДУ діють такі факультети та інститути:
- Фізичний факультет
- Факультет радіофізики та комп'ютерних технологій
- Факультет прикладної математики
- Механіко-математичний факультет
- Хімічний факультет
- Біологічний факультет
- Географічний факультет
- Факультет журналістики
- Філологічний факультет
- Факультет філософії та соціальних наук
- Економічний факультет
- Історичний факультет
- Юридичний факультет
- Факультет міжнародних відносин
- Гуманітарний факультет (Факультет соціокультурних комунікацій)
- Військовий факультет
- Факультет доуніверситетської освіти
- Інститут ядерних проблем Білоруського державного університету

## Ректори
- Володимир Іванович Пічета (1921—1929)
- Іосиф Петрович Коренєвський (1929—1931)
- Іван Федорович Єрмаков (1931—1933)
- Ананій Іванович Дьяков (1934—1935)
- Никифор Михайлович Бладыко (1937)
- Володимир Степанович Бобровницький (1938)
- Парфен Петрович Савицький (1938—1946)
- Володимир Антонович Томашевич (1946—1949)
- Іван Саввич Чимбург (1949—1952)
- Константин Гнатович Лукашев (1952—1957)
- Антон Никифорович Севченко (1957—1972)
- Всеволод Михайлович Сікорський (1972—1978)
- Володимир Олексійович Білий (1978—1983)
- Леонід Іванович Кіселевський (1983—1990)
- Федір Миколайович Капуцький (1991—1996)
- Олександр Владиславович Козулін (1996—2003)
- Василь Іванович Стражев (2003—2008)
- Сергій Володимирович Абламейко (2008—2017)
- Андрій Дмитрович Король (з 2017)

## Науковці
- Звєрович Едмунд Іванович
- Мартиненко Михайло Дмитрович — доктор фізико-математичних наук, професор
- Тишкевич Регіна Йосипівна — доктор фізико-математичних наук, професор